# Канижлич, Антун
Антун Канижлич (хорв. Antun Kanižlić; 20 января 1699, Пожега — 24 августа 1777, там же) — хорватский поэт и историк, иезуит.
Изучал философию и теологию в университетах Вены и Граца.
Основное поэтическое сочинение Канижлича — поэма «Святая Розалия, дева из Палермо» (хорв. «Sveta Rožalia, panormitanska divica»; 1759); эта поэма считается шедевром хорватской словесности XVIII века, а хорватский литературовед Матко Пеич назвал её «одним из вершинных достижений словесности рококо». Опубликована поэма была лишь после смерти автора, в 1780 г.
Кроме того, Канижличу принадлежит церковно-историческое сочинение «Подлинная основа великой смуты» (хорв. «Kamen pravi smutnje velike»; опубл. 1780), в котором речь идёт о Великом церковном расколе; основная мысль Канижлича состоит в том, что ответственность за раскол полностью лежит на греках и никак не ложится на славян.